# Amin Maalouf
Amin Maalouf (ur. 28 lutego 1949 w Bejrucie) – pisarz libański tworzący w języku francuskim.

## Życiorys
Od 1976 mieszka we Francji, chrześcijanin. Pracował w Bejrucie jako dziennikarz, po wybuchu wojny domowej w Libanie wyemigrował do Francji, gdzie pisze powieści i prace popularnonaukowe.
W 1993 za powieść Skała Taniosa otrzymał Nagrodę Goncourt. W czerwcu 2011 został wybrany w skład Akademii Francuskiej, zajął miejsce zmarłego Claude Levi-Straussa.

## Twórczość
- Powieści
  - Léon l'Africain (1986), pol. Leon Afrykański (1993)
  - Samarcande (1988), pol. Samarkanda (1994)
  - Les Jardins de lumière (1991)
  - Le Premier Siècle après Béatrice (1992)
  - La Rocher de Tanios (1993), pol. Skała Taniosa (1998)
  - Les Échelles du Levant (1996)
  - Le Périple de Baldassare (2000)
  - Origines (2004)

- Prace popularnonaukowe
  - Les Croisades vues par les Arabes (1983), pol. Wyprawy krzyżowe w oczach Arabów (2001)
  - Les Identités meurtrières (1998), pol. Zabójcze tożsamości (2002)